# Melvil Dewey
Melvil Louis Kossuth Dewey (Adams Center, Estado de Nueva York, 10 de diciembre de 1851-Lake Placid, 26 de diciembre de 1931) fue un bibliotecario estadounidense, creador del Sistema Dewey de clasificación bibliográfica.

## Biografía
Melvil Louis Kossuth Dewey nació en el Estado de Nueva York, siendo el quinto y último hijo de Joel Dewey y Eliza Greene Dewey.

## Como bibliotecario
Durante sus estudios en Amherst College trabajó como asistente de bibliotecario, luego, al graduarse, como bibliotecario. Allí se percató que la compilación de libros necesitaba una mejor organización para así poder facilitar la búsqueda de libros. Determina en ese momento que debería estudiar los procesos en las diferentes bibliotecas de cómo manejar la circulación de libros. Visitó entonces alrededor de unas cincuenta bibliotecas entre Nueva York y Nueva Inglaterra. De esta forma decidió que debía hallar un sistema de clasificación que facilitara y simplificara este proceso. Además, debía poder ser aplicado universalmente sin que hubiera que cambiarlo constantemente.
Durante dos años, Dewey elaboró un nuevo plan que superpuso un sistema de decimales en una estructura de conocimiento expuesto por primera vez por  Francis Bacon y, más tarde, modificado por William Torrey Harris. Este plan asignaba a todos los libros de conocimiento humano una clase de número decimal, según los aspectos de discusión de cada materia, todo en orden del índice alfabético relativo. En mayo de 1873, Dewey hizo la propuesta de utilizar este método en la Biblioteca de Amherst, donde recibió el permiso para utilizarlo. Procedió luego a publicar su trabajo, el cual fue impreso en 1876.
Así, en 1876, Dewey patentó el Sistema Dewey de "clasificación decimal" y se trasladó a Boston. De 1883 a 1888, fue el bibliotecario jefe de la Universidad de Columbia, donde tuvo la oportunidad de poner en práctica sus teorías. La biblioteca construida le permitió a Dewey realizar unas adaptaciones básicas para hacer una biblioteca eficiente. De esta forma y por primera vez, se llevó a cabo la clasificación, descarte y catalogación de libros, dando un acceso por autor, materia y título. Para ello, se utilizó la clasificación decimal escrita por Dewey y dos nuevas adiciones a la clasificación escritas por Walter S. Biscoe, mientras trabajaron en el proceso.
El 12 de diciembre de 1888, el consejo de regentes elige a Dewey como secretario de la Universidad Estatal de Nueva York y director de la Biblioteca del Estado de Nueva York, cargo en el que se mantuvo hasta 1906. En 1895, Dewey fundó junto con su esposa Anni el Club Lake Placid en Lake Placid. Fue director del Comité de las Olimpiadas de Invierno de Nueva York. Falleció en Lake Placid, Florida.